# Munida rugosa
Munida rugosa är en kräftdjursart som först beskrevs av J. C. Fabricius 1775.  Munida rugosa ingår i släktet Munida och familjen trollhumrar. Enligt den svenska rödlistan är arten sårbar i Sverige. Arten förekommer i Götaland. Artens livsmiljö är havet. Inga underarter finns listade i Catalogue of Life.

## Bildgalleri

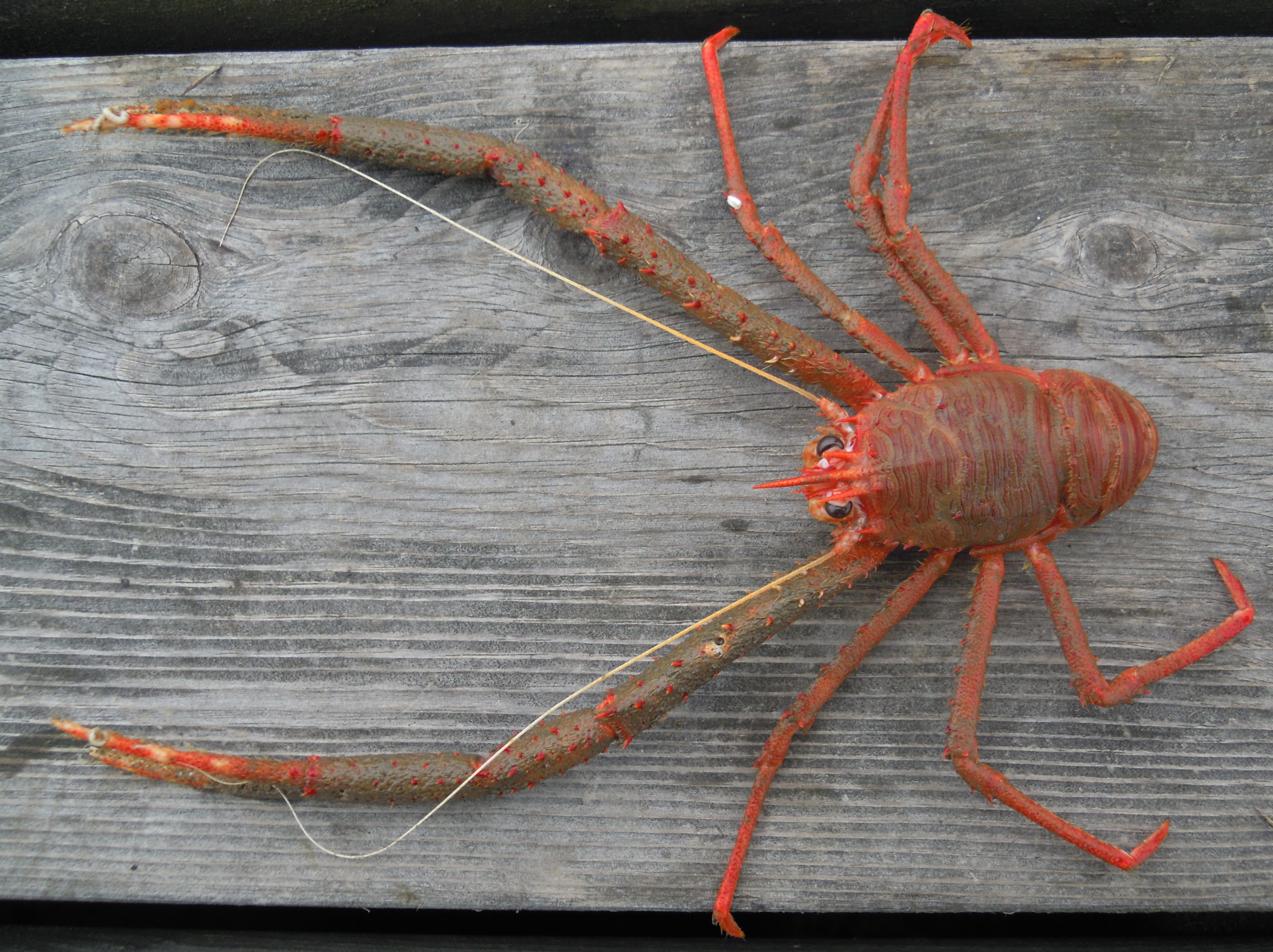
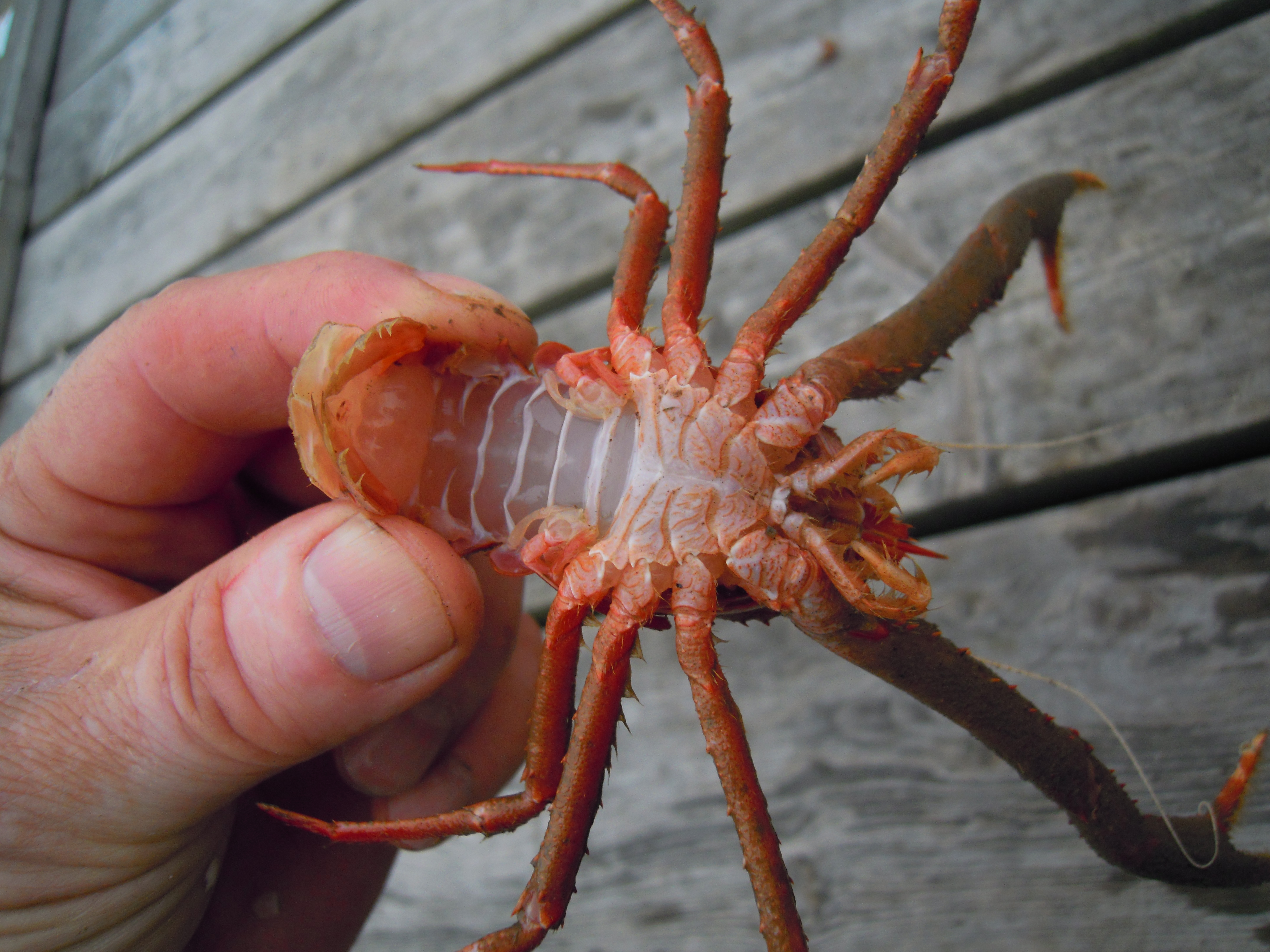
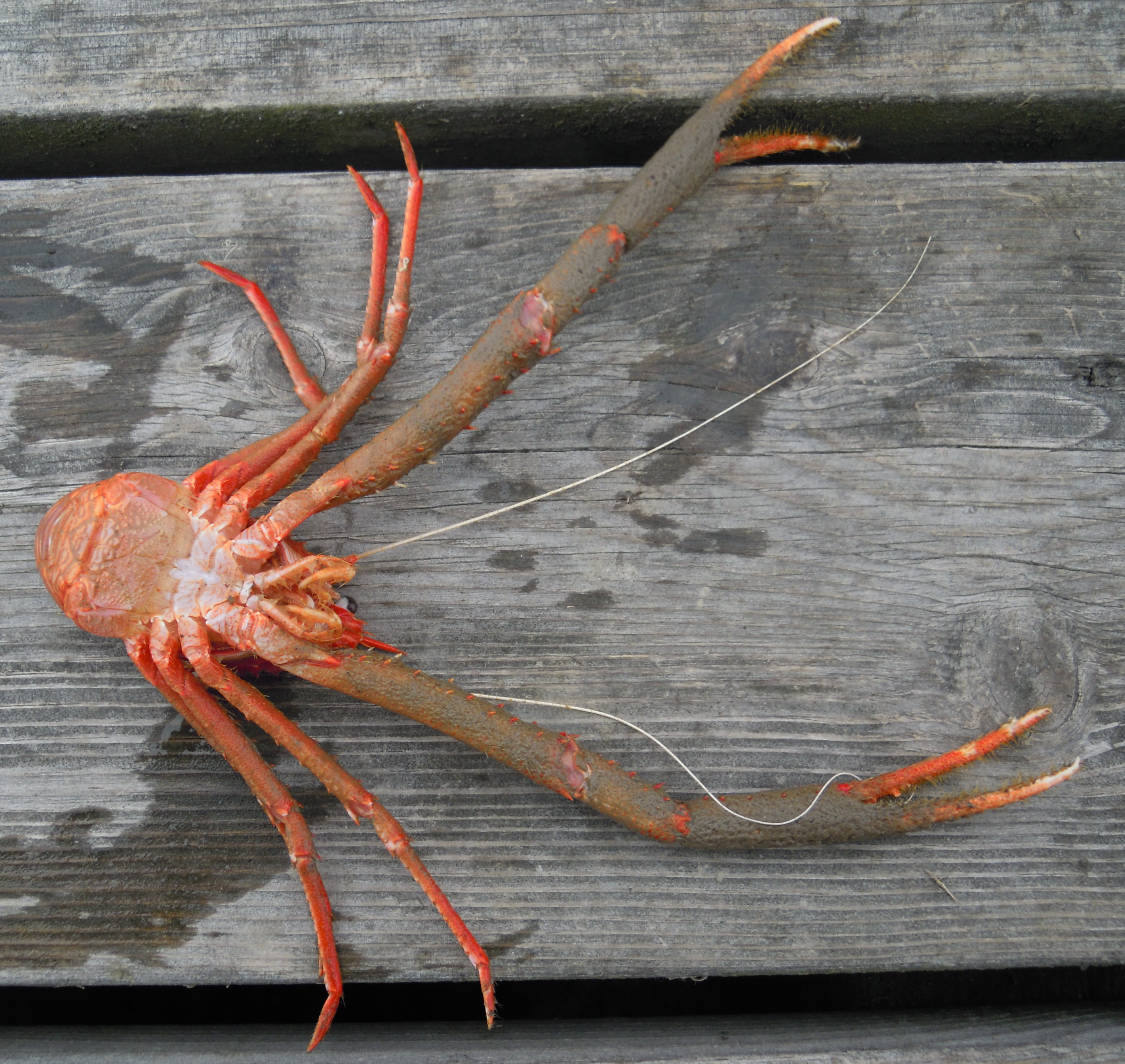
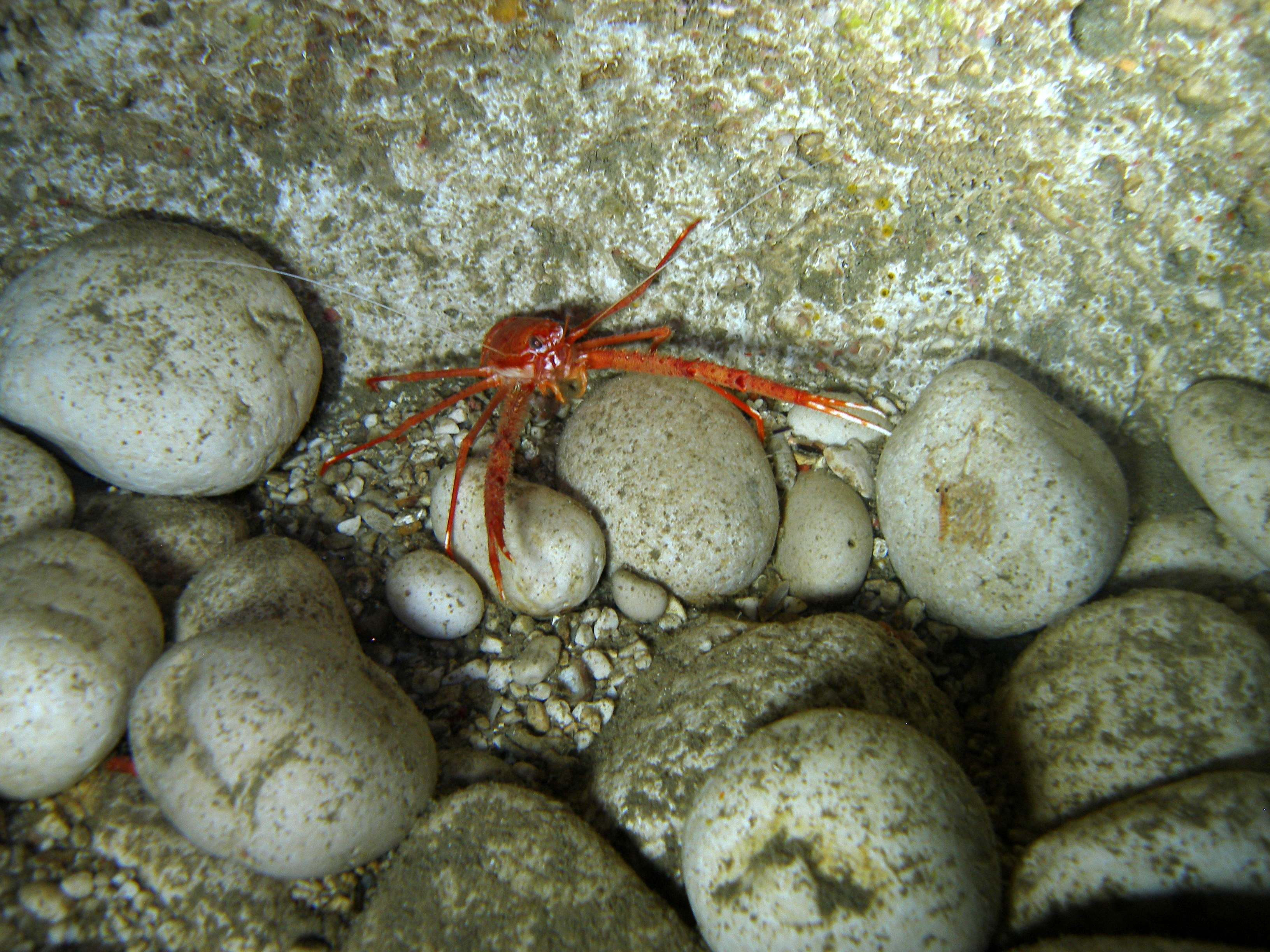
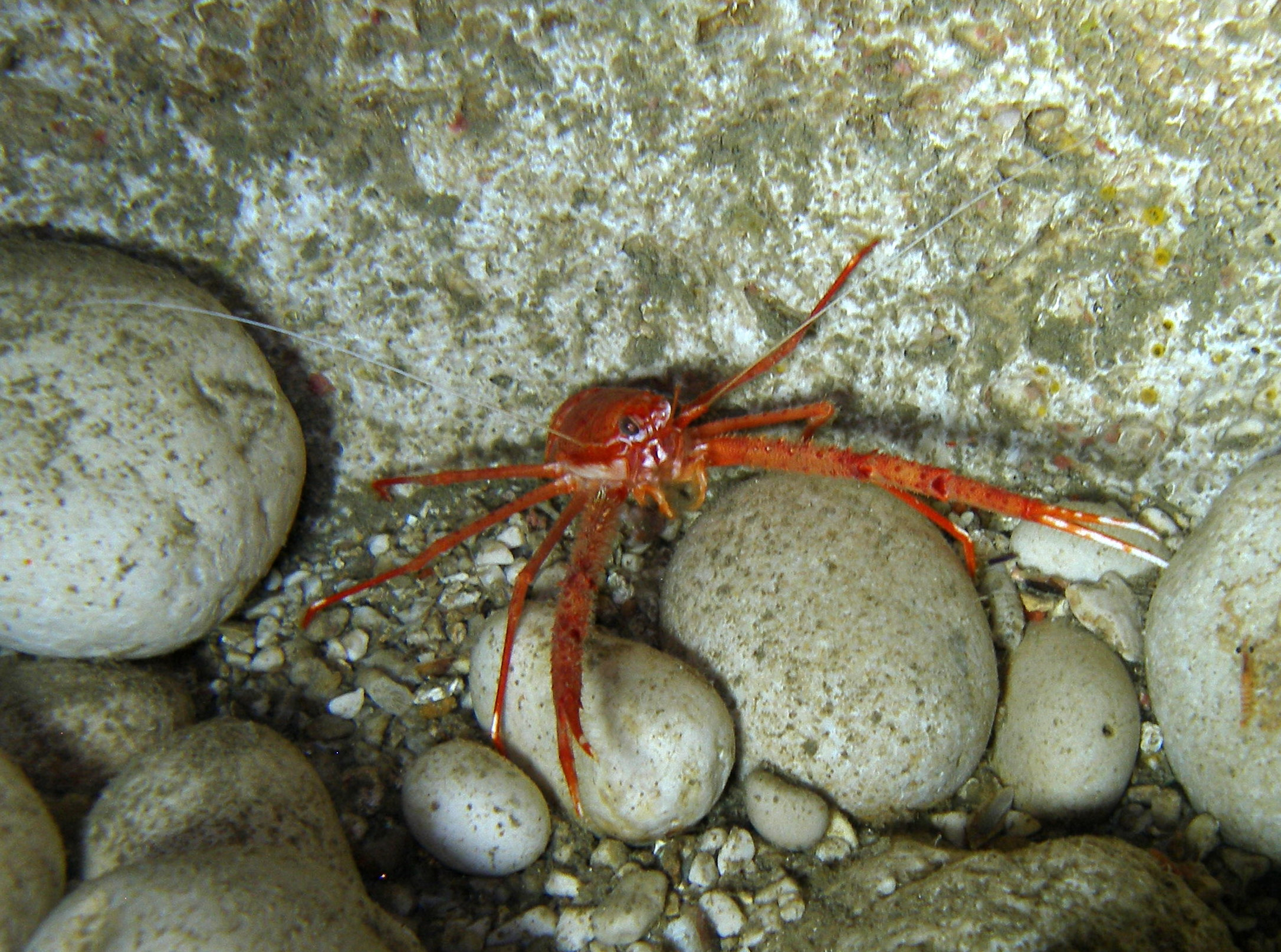
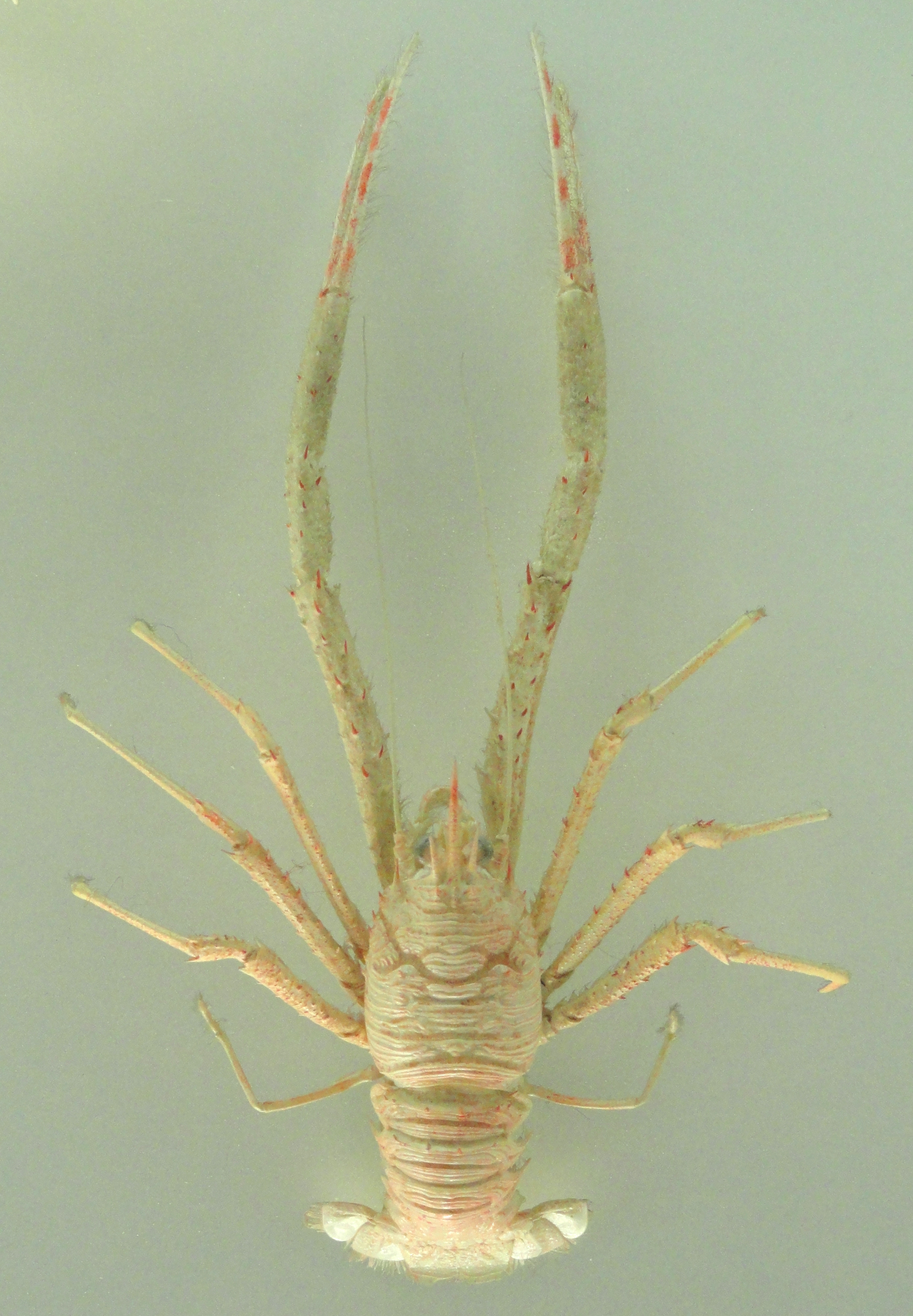